# Horloogiyn Choybalsan
Horloogiyn Choybalsan (en mongol ᠬᠣᠷᠯᠤᠠᠶ᠋ᠢᠨ
ᠴᠣᠢᠢᠪᠠᠯᠰᠠᠩ, en Mongol Cirilico, Хорлоогийн Чойбалсан), fue presidente de Mongolia entre el 24 de enero de 1929 hasta su muerte el 26 de enero de 1952. Elegido dentro del Partido Revolucionario Popular, fue el cuarto presidente de la Mongolia contemporánea. También fue Mariscal de la República Popular de Mongolia del Ejército Popular de Mongolia desde la década de 1930 hasta su muerte. Su mandato correspondió a la primera y última vez en la historia moderna de Mongolia en que un solo individuo tuvo poder político completo. A veces apodado "el Stalin de Mongolia," Choybalsan supervisó a finales de los años treinta las purgas ordenadas por la Unión Soviética que resultaron en las muertes de un estimado de 30 000 a 35 000 mongoles. La mayoría de víctimas fueron clérigos budistas, intelligentsia y disidentes políticos.
Aunque la devoción de Choybalsan a Iósif Stalin ayudó a preservar la naciente independencia de su país durante los primeros años de la República Popular de Mongolia, también vinculó estrechamente a Mongolia con la Unión Soviética. A lo largo de su mandato, los vínculos económicos, políticos y militares con la Unión Soviética se profundizaron, la infraestructura y las tasas de alfabetismo mejoraron, y el reconocimiento internacional de la independencia de Mongolia se expandió, especialmente después de la Segunda Guerra Mundial.

## Primeros años
Choibalsan nació el 8 de febrero de 1895 en Achit Beysiyn, cerca de la actual Choibalsan, provincia de Dornod. Era el menor de cuatro hijos nacidos de una pastora soltera pobre llamada Khorloo (el nombre Khorloogiin es un matronímico). Su padre era probablemente un miembro de la tribu Barga. 
Nombrado Dugar al nacer, asumió el nombre religioso Choibalsan a los 13 años después de ingresar al monasterio budista local de San Beysiyn Khüree, donde se formó para ser monje lamaísta. Cinco años después, huyó a Khüree (también conocida como Urga, la actual Ulaanbaatar) con otro novicio, donde realizó trabajos ocasionales. 
En parte para evitar que lo devolvieran al monasterio, un maestro buriato simpatizante llamado Nikolai Danchinov lo inscribió en la Escuela de Traductores Ruso-Mongol del consulado ruso. Un año más tarde fue enviado con fondos públicos a estudiar en un gimnasio en Irkutsk, en el Imperio Ruso, de 1914 a 1917.

## La revolución mongola de 1921
Articulo principal: Revolución mongola de 1921

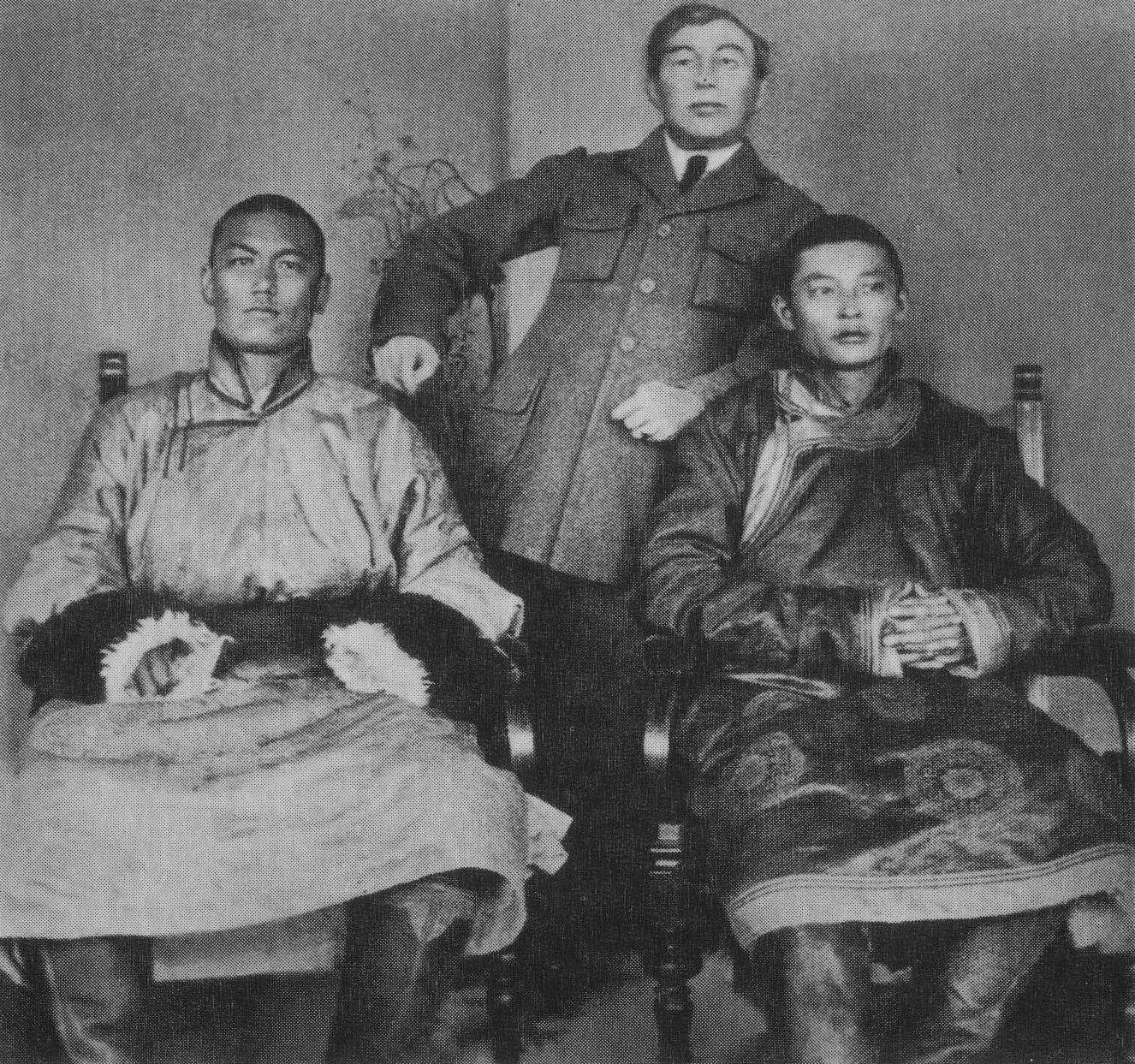
Sükhbaatar con Choybalsan durante 1920.

Choybalsan y sus compañeros estudiantes mongoles en Rusia fueron llamados de regreso a Khüree por el gobierno de Bogd Khan luego de la Revolución de Octubre de 1917. Expuesto al bolchevismo mientras vivía entre la población estudiantil radicalizada de Irkutsk, Choybalsan se unió al grupo revolucionario Konsulyn Denj (Консулын дэнж), fuertemente influenciado por la filosofía bolchevique y establecido para resistir la ocupación china de Mongolia Exterior después de 1919. 
Los miembros originales del grupo también incluyó a Dambyn Chagdarjav y Darizavyn Losol. Dogsomyn Bodoo, el líder del grupo, fue maestro y mentor de Choybalsan en la Escuela Ruso-Mongola para Traductores. Con su útil ruso, Choybalsan se desempeñó como traductor del grupo con contactos en el consulado ruso.  
Esos contactos alentaron más tarde a Konsulyn Denj a unir fuerzas con el grupo de resistencia de orientación más nacionalista Züün Khüree (Khüree del Estw), que contaba con Soliin Danzan, Dansrabilegiin Dogsom y Damdin Sükhbaatar entre sus miembros. El 25 de junio de 1920, el nuevo organismo adoptó el nombre de Partido del Pueblo Mongol (PPM). En 1924, el partido se rebautizó como Partido Revolucionario del Pueblo de Mongolia o PRPM después de la muerte de Bogd Khaan y la proclamación formal de la República Popular de Mongolia (RPM).

### Choybalsan y los Sóviets
A fines de junio de 1920, Choybalsan y Danzan se embarcaron para Irkutsk (más tarde se les unieron Losol, Chagdarjav, Dogsom, L. Dendev y Sükhbaatar, los famosos "Primeros siete") para establecer contactos con los soviéticos y buscar ayuda en su lucha por independencia. Choybalsan y Sükhbaatar permanecieron juntos en Irkutsk durante varios meses creando conciencia sobre la difícil situación del Kanato de Mongolia y recibiendo entrenamiento militar. Durante este período, Sükhbaatar se convirtió gradualmente en un segundo mentor de Choybalsan.
Mientras el grupo de siete continuaba con sus esfuerzos de cabildeo en la Rusia soviética, las fuerzas comandadas por el señor de la guerra ruso anticomunista Roman von Ungern-Sternberg invadieron Mongolia desde el este y expulsaron a las guarniciones chinas ocupantes de Khüree en febrero de 1921. Los soviéticos finalmente apoyaron a los revolucionarios mongoles. 

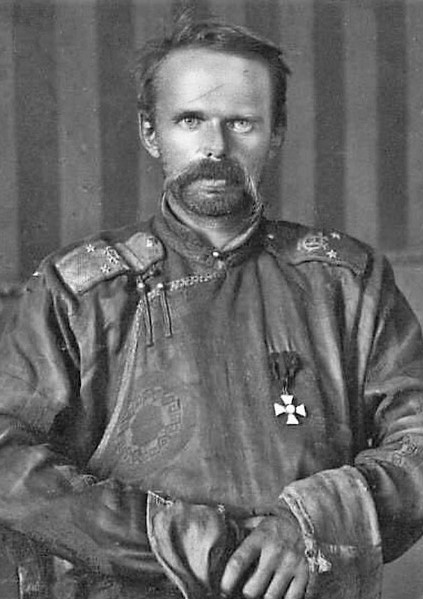
Ungern-Sternberg

Choybalsan y Sükhbaatar se trasladaron a Troitskosavsk (la actual Kyakhta en la frontera entre Rusia y Mongolia) para coordinar actividades revolucionarias y reclutar combatientes mongoles. Choybalsan se aventuró en secreto hasta Khüree para consultar con los partidarios del MPP, reclutar combatientes y miembros espirituales de la familia de Sükhbaatar de regreso a Troitskosavsk.
En una conferencia del PRM organizada por los soviéticos celebrada en secreto en Troitskosavsk del 1 al 3 de marzo de 1921 (posteriormente considerada como el primer congreso del Partido Revolucionario del Pueblo Mongol), Choibalsan fue elegido miembro del gobierno revolucionario provisional. 
También fue nombrado comisario político (jefe adjunto y principal propagandista) del el Ejército Popular de Mongolia, comandado por Sükhbaatar.

### Derrocamiento de Ungern-Sternberg
En cuestión de días, el ejército partisano mongol de Sükhbaatar (que ahora cuenta con 400 hombres) derrotó a la guarnición china más grande pero desmoralizada que había huido a Kyakhta Maimaicheng (actual Altanbulag). 
Las fuerzas conjuntas del Ejército Rojo y Mongol se enfrentaron directamente a las tropas de Ungern en una serie de batallas cerca de Troitkosavsk desde finales de mayo hasta mediados de junio. 
Choybalsan asumió el mando de un destacamento mongol con base en Tariat, en la actual provincia de Arkhangai y, junto con las fuerzas rusas comandadas por Petr Efimovich Shchetinkin, combatieron acciones de la guardia de derecha en el oeste de Mongolia en apoyo del principal avance ruso-mongolia a lo largo de la era moderna en la provincia de Selenge y provincia de Toev.  
Después de pequeñas escaramuzas con las unidades de guardia restantes de Ungern, la fuerza conjunta ruso-mongola entró en Khüree sin oposición el 6 de julio de 1921. Choybalsan persiguió a los restos del ejército de Ungern y probablemente estuvo presente en la captura de Ungern por parte de Shchetinkin el 22 de agosto de 1921.

## Ascenso al poder

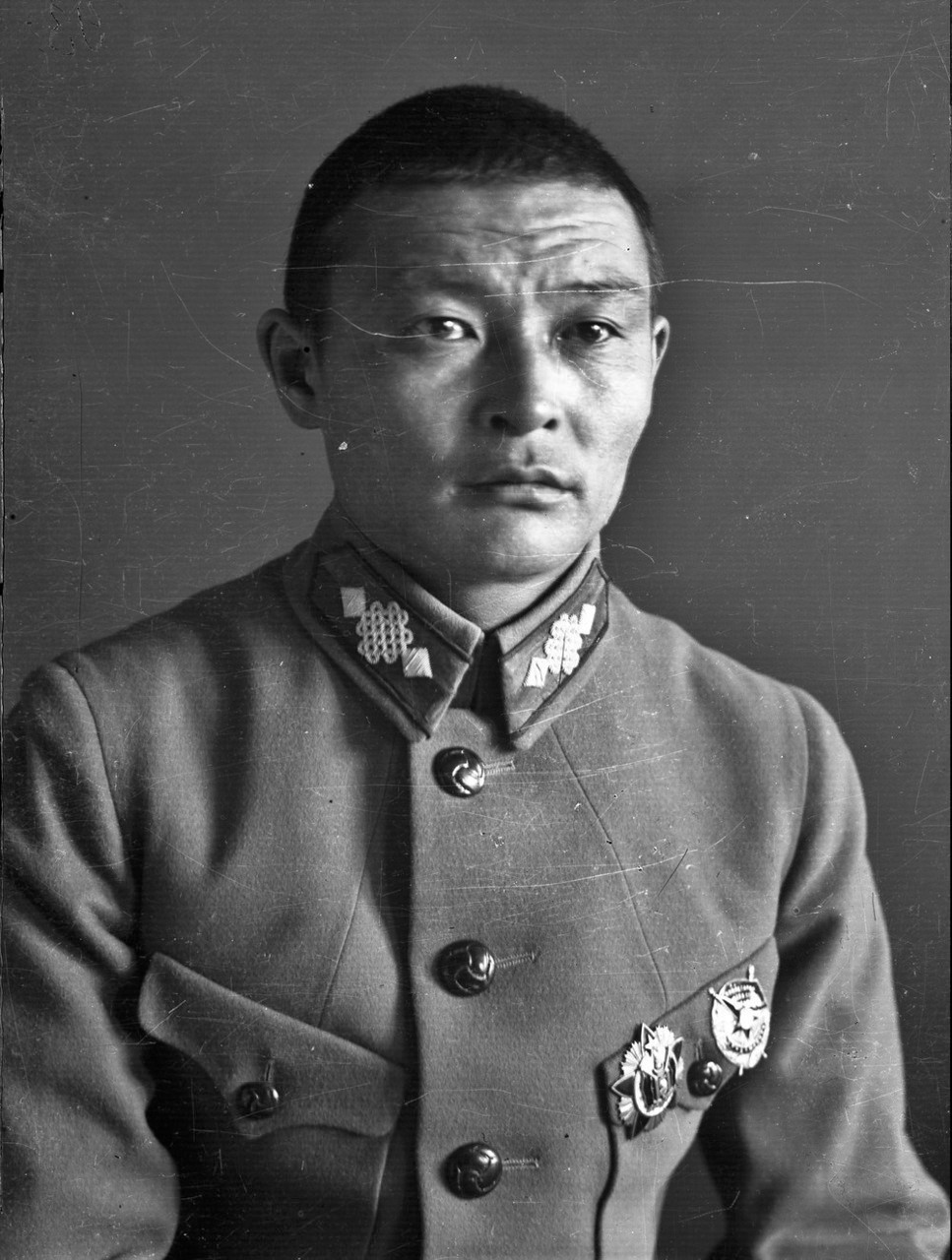
Choibalsan en 1925

Después de la revolución, Choibalsan siguió siendo subjefe del Ejército Popular de Mongolia y también fue elegido presidente de la Liga de la Juventud Revolucionaria de Mongolia (MRYL). A pesar de sus credenciales como uno de los miembros fundadores del MPP, no logró avanzar más allá de los puestos gubernamentales de segundo nivel durante la década de 1920. Su temperamento violento, mujeriego y alcohólico lo alejó de los líderes del partido y en un momento a principios de la década de 1930 fue degradado temporalmente de ser Ministro de Relaciones Exteriores al papel de simple Director del Museo. Si bien a menudo gravitaba hacia la facción izquierdista del partido, se sospechaba que era de derecha en la poca mención que se hace de él en los informes soviéticos y mongoles de la época. El propio Choibalsan no incluyó muchos de sus propios discursos de este período en sus obras completas, lo que indica que su papel durante este período no fue prominente. No fue hasta que los miembros del aparato de seguridad soviético como el Comisario de Defensa soviético Kliment Voroshilov tomaron nota de la utilidad política de Choibalsan a fines de la década de 1920 y principios de la de 1930 que sus perspectivas de carrera comenzaron a mejorar.

## Purga de Bodoo

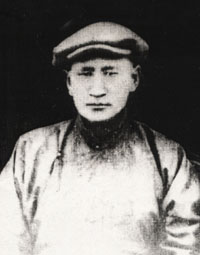
Primer ministro Dogsomyn Bodoo

A fines de 1921, los soldados de infantería MRYL de Choibalsan llevaron a cabo la campaña de modernización del primer ministro Bodoo de cortar por la fuerza los adornos "feudales" de la ropa mongola (puños grandes, joyas de mujer, cabello largo, etc.). La indignada reacción del público condujo a la purga y eventual ejecución de Bodoo en agosto de 1922, mientras que Choibalsan fue despojado tanto de la membresía plena del partido como de su cargo de subcomandante del ejército mongol.  Solo la intervención de Sükhbaatar lo salvó del destino de Bodoo. Choibalsan fue enviado a una academia militar rusa de Moscú después de la muerte de Sükhbaatar en 1923. y cuando regresó a Ulaanbaatar un año después, se le ofreció el puesto anterior de su antiguo mentor como Comandante en Jefe de las Tropas Revolucionarias del Pueblo. También ocupó cargos como miembro del Presidium del Estado Gran Hural de 1924 a 1928 y como miembro del Comité Central del MPRP.

## Oportunismo derechista (1925-1928)
En el Tercer Congreso del Partido en 1924, Choibalsan se puso del lado del líder izquierdista Rinchingiin Elbegdorj cuando las facciones de derecha e izquierda del MPRP pidieron el arresto y ejecución del líder del partido moderado Danzan, quien fue acusado de proteger los intereses burgueses y  hacer negocios con empresas chinas. Tras la muerte de Danzan, la influencia política de Choibalsan y Rinchino disminuyó. mientras la derecha del partido, dirigida por Tseren-Ochiryn Dambadorj, asumió el control y, durante un período más tarde denominado "Oportunismo Derechista" (1925-1928), promovió políticas derechistas que reflejaban la Nueva Política Económica de Lenin en la Unión Soviética.

## Periodo Izquierdista
El surgimiento de Iósif Stalin y la terminación de la Nueva Política Económica de Lenin influyeron en los desarrollos políticos en el MPRP con el Séptimo Congreso del Partido MPRP de 1928 marcando el comienzo del "Período Izquierdista". Desde donde, en 1929 y 1930, apoyó la implementación de políticas izquierdistas respaldadas por los soviéticos de colectivización más rápida, expropiación de tierras y persecución de la fe budista.
En el Octavo Congreso del Partido en 1930, Choibalsan contribuyó a impulsar las reformas socialistas de izquierda cuando, nuevamente alentado por los agentes soviéticos, introdujo decretos formulados personalmente que intensificaron la confiscación de tierras y forzaron las medidas de colectivización. Su nombramiento en 1931 como Ministro de Ganadería y Agricultura (cargo que ocupó hasta 1935) le otorgó una autoridad aún mayor para hacer cumplir las políticas. Los pastores tradicionales se vieron obligados a abandonar la estepa y trasladarse a granjas colectivas mal administradas, lo que destruyó un tercio del ganado mongol. Se confiscaron más de 800 propiedades pertenecientes a la nobleza y la fe budista y se ejecutó a más de 700 cabezas de familia en su mayoría de la  nobleza mongola.
Las medidas del gobierno finalmente conducen a levantamientos armados en Khövsgöl, Arjangai, Ovorhangay y Zavhan en 1932. En reacción, Moscú ordenó una reducción temporal de los esfuerzos de centralización económica. Los agentes del Comintern contaban con Choibalsan para ser un firme defensor de su política de Nuevo Giro para corregir los "excesos" de "la Desviación Izquierdista" cuando se presentó en un pleno extraordinario del Comité Central del MPRP en junio de 1932. Las historias posteriores del MPR acreditarían a Choibalsan por ser el primero en criticar el período de izquierda y proponer reformas, pero estas fueron meras fabricaciones destinadas a construir el culto a la personalidad de Choibalsan.

## Japón, Manchuria y Lkhümbe

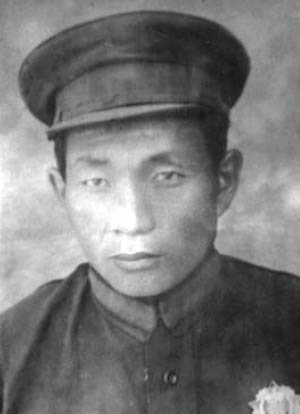
Jambyn Lkhümbe

En el verano de 1934, el nombre de Choibalsan salió a la luz durante los interrogatorios de los miembros del partido arrestados como parte del "Asunto Lkhümbe", una conspiración fabricada en la que el secretario general del MPRP Jambyn Lkhümbe y otros elementos del MPRP, particularmente Buriatia-mongoles, fueron acusados de conspirar con espías japoneses. La invasión de la vecina Manchuria por fuerzas japonesas en 1931 había despertado temores en Ulaanbaatar y Moscú por igual de una posible expansión militar japonesa en Mongolia y el Lejano Oriente soviético. Más de 1.500 personas estuvieron implicadas en la purga y 56 fueron ejecutadas. Choibalsan fue llamado a Moscú donde fue arrestado e interrogado sobre su posible participación. En cuestión de días, sin embargo, estaba cooperando con la NKVD en el interrogatorio y tortura de sus compatriotas mongoles.[cita requerida]  Satisfecho con su lealtad, Stalin ordenó al primer ministro de Mongolia Peljidiin Genden que nombrara a Choibalsan como vice primer ministro.  Genden se opuso enérgicamente, pero fue en vano. A medida que se deterioraban las relaciones entre Genden y Stalin, aumentaba la influencia de Choibalsan en Moscú. ñ En 1935, como señal pública de su favor, Stalin regaló a Choibalsan un GAZ que distribuyó entre los poderosos mongoles para aumentar su prestigio.

## Segunda Guerra Mundial

### Batallas de Jaljin Gol

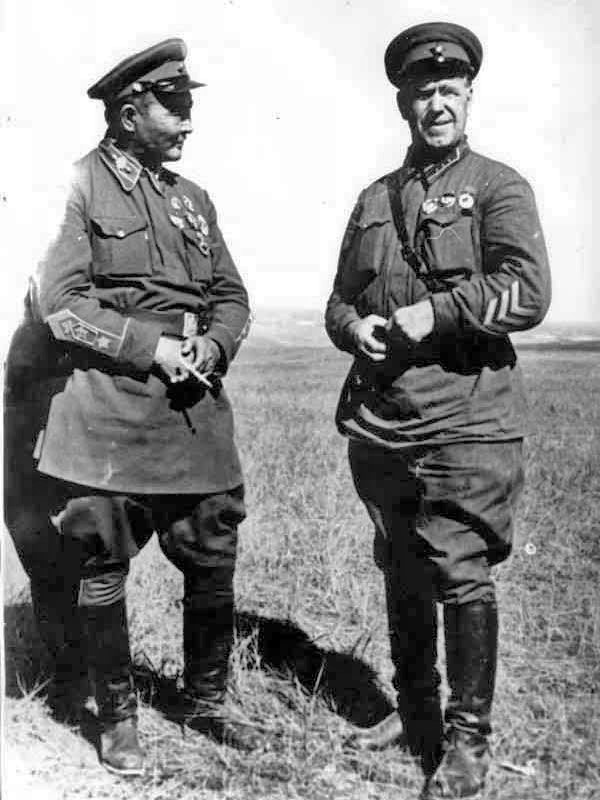
Gueorgui Zhúkov y Horloogiyn Choybalsan (izquierda) durante la Batalla de Khalkhin Gol

En la primavera de 1939, los líderes militares del Ejército Kwantung japonés se movieron para probar la determinación de los ejércitos soviético y mongol de proteger el territorio en disputa a lo largo de la frontera sureste de Mongolia con la Manchuria ocupada por los japoneses. En el transcurso de tres batallas (mayo - septiembre de 1939) una fuerza militar soviética fuertemente blindada comandada por Gueorgui Zhúkov derrotó decisivamente al avance japonés cerca del pueblo de Nomonhan.  Hubo casi 8.000 bajas tanto para las fuerzas soviéticas como para las japonesas. Sin embargo, la victoria, que tuvo lugar cerca de su lugar de nacimiento, ayudó a cimentar el creciente culto a la personalidad de Choibalsan, que lo presentaba como un firme defensor de la independencia de Mongolia contra la agresión imperialista japonesa.

### Apoyo soviético

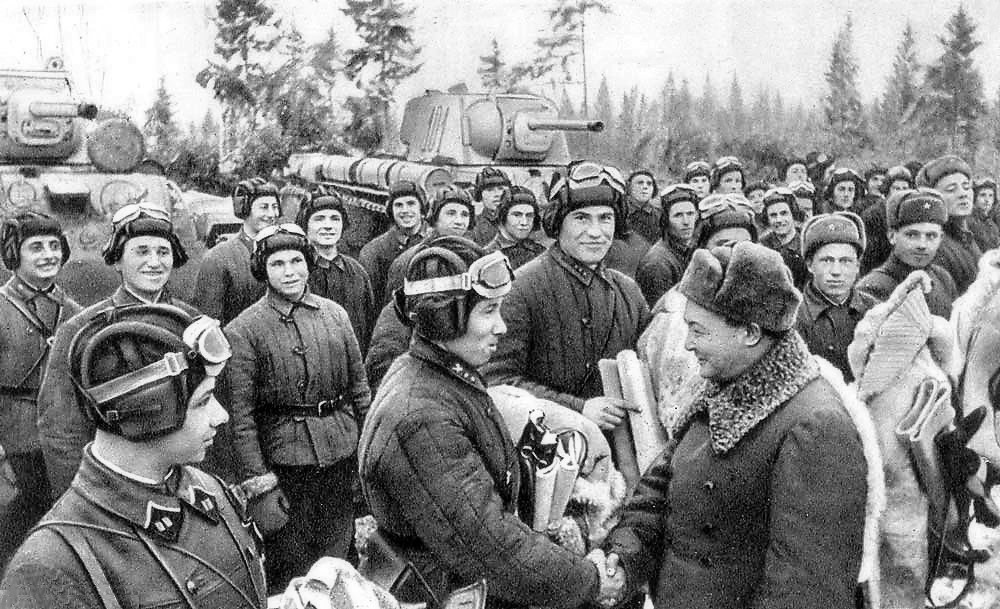
Choibalsan entregando regalos a los soviéticos

Choibalsan proclamó el apoyo inquebrantable de su país a la Unión Soviética después de la invasión alemana de la URSS en junio de 1941, aunque Mongolia nunca declaró oficialmente la guerra a Alemania y esperó hasta agosto de 1945 para declarar la guerra a Japón. Ya en 1939, Stalin había presionado a Choibalsan para aumentar la población de ganado de Mongolia a 200 millones como fuente de materias primas para la Unión Soviética en caso de una guerra en Europa. A lo largo del conflicto, la economía del MPR se recalibró para brindar apoyo material a la Unión Soviética en forma de ganado, materias primas, dinero, alimentos, ropa militar, carne, piel de oveja, botas de fieltro, abrigos forrados de piel y financiación para  varias unidades militares soviéticas.  Choibalsan y el secretario general recién elegido del MPRP Yumjaagiin Tsedenbal viajaron al frente cerca de Moscú para distribuir regalos a las tropas del Ejército Rojo. Stalin otorgó a Choibalsan la Orden de Lenin por su destacado esfuerzo en la organización del pueblo mongol para la entrega de ayuda en bienes al Ejército Rojo en julio de 1944.

### Situación interna

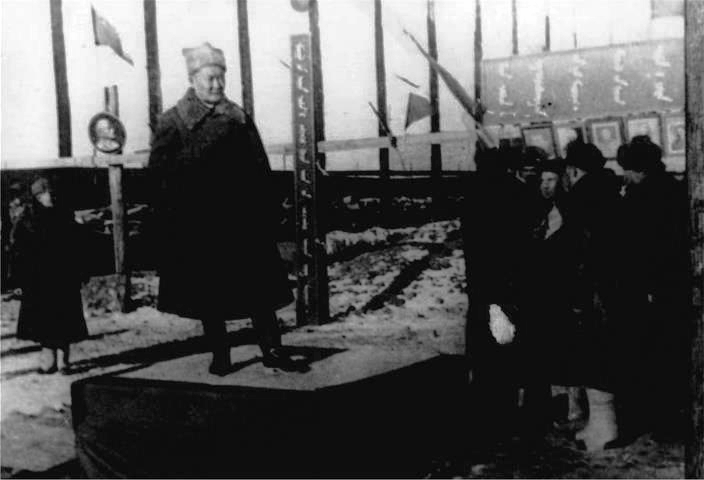
Fundación de la Universidad Nacional de Mongolia en 1942

A pesar de las privaciones de la guerra, Choibalsan y los líderes del partido siguieron adelante con el limitado progreso social que pudieron lograr mientras entregaban gran parte de la producción económica del país a los soviéticos. Choibalsan buscó constantemente el asentimiento de Moscú antes de tomar decisiones políticas clave, incluso en asuntos menores, y se esforzó por ganarse el favor de Moscú siempre que fue posible. En el Décimo Congreso del Partido de marzo a abril de 1940, Choibalsan organizó la purga del secretario general del MPRP, Baasanjav, y lo reemplazó con un nuevo favorito de Stalin, el ministro de Finanzas de 24 años Yumjaagiin Tsedenbal. Aunque renunció al liderazgo del MPRP, Choibalsan siguió siendo la fuerza predominante en la política de Mongolia e impulsó reformas de la constitución de Mongolia más acordes con la Constitución de la URSS de 1936 que acabó efectivamente con la influencia y el poder de la iglesia budista. Entre 1941 y 1946 el país adoptó la escritura cirílica en lugar de la tradicional escritura mongol.  El 5 de octubre de 1942 se inauguró la Universidad Choibalsan en Ulaanbaatar financiado en gran parte por los soviéticos y con cursos impartidos en ruso.

### Fin de la Segunda Guerra Mundial y panmongolismo

Choibalsan esperaba unir a los mongoles étnicos en Mongolia Interior en la República Popular de Mongolia.

Ardiente nacionalista mongol, Choibalsan nunca abandonó la esperanza de unir a todos los mongoles bajo los auspicios de la República Popular de Mongolia. Hasta 1945 había fomentado una insurgencia étnica en el este de Xinjiang (con el apoyo de Stalin), buscando fortalecer la influencia de la Mongolia comunista en la región y posiblemente más allá de Gansu y Qinghai. Vio la derrota inminente de Japón como una oportunidad para realizar su sueño de larga data de una "Gran Mongolia", la unión de la Mongolia Exterior y la Mongolia Interior, y esperaba plenamente el respaldo de Stalin como recompensa por el firme apoyo de Mongolia a los soviéticos durante la guerra. El 10 de agosto de 1945, Mongolia declaró la guerra a Japón dos días después de que la Unión Soviética y ambos ejércitos unieran sus fuerzas para atacar los bastiones japoneses en el norte de China durante la Operación Ofensiva Estratégica de Manchuria. Al mismo tiempo, Choibalsan desató una breve ola de panmongolismo y nacionalismo a través de la prensa, llamando a la unificación y alentando un movimiento panmongolista de base en Mongolia Interior. Cuando Choibalsan ordenó a las tropas mongolas moverse al sur de la Gran Muralla China hasta Zhangjiakou, Chengde y Batu-Khaalga, un enojado Stalin le ordenó que las llamara de regreso. Por el contrario, también marcó la división permanente de la Gran Mongolia en una República Popular de Mongolia independiente y una Mongolia Interior vecina.

## Posguerra

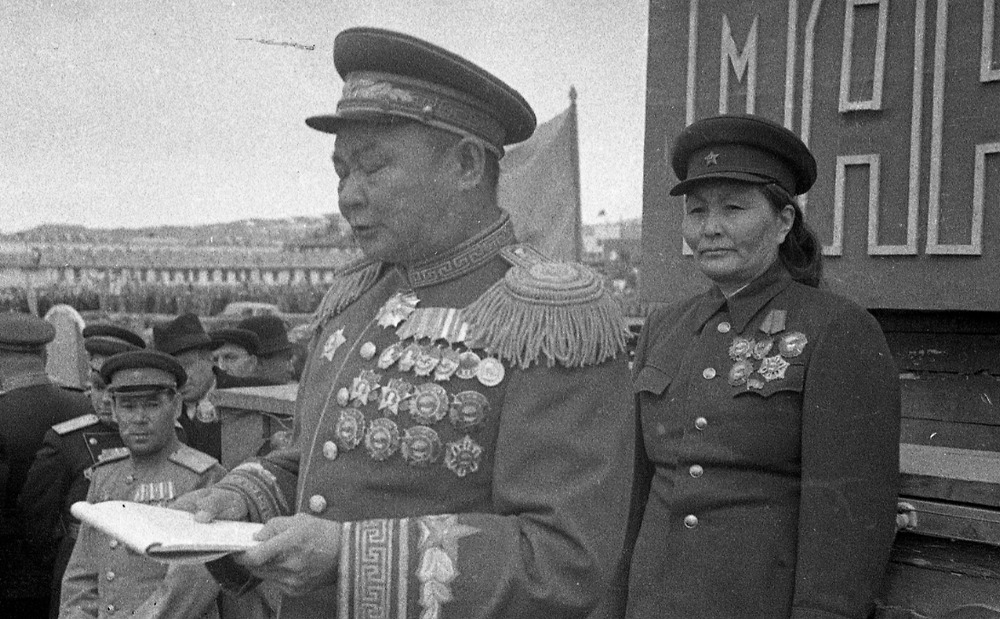
Choibalsan con un uniforme militar dando un discurso en los años cuarenta.

### Modernización de Mongolia
Con el final de la guerra, Mongolia se embarcó en una política de "construcción de los cimientos del socialismo". Proclamando que es "necesario exterminar el concepto de propiedad", Choibalsan buscó modernizar el país basándose en el modelo soviético mientras expandía el sector agrícola comunal.  Financiado en gran parte a través de la ayuda soviética, el primer plan quinquenal del país (1948-1952) se centró en el desarrollo económico, la construcción de infraestructura y la duplicación del ganado del país. También se tomaron iniciativas para reconstruir los sectores agrario, industrial y de transporte. Bajo su gobierno, se desarrollaron la mina de carbón en Nalaikh, la electrificación del país, la fábrica de petróleo Züün Bayan, otras fábricas de metales y minerales, el Ferrocarril Transmongoliano y otros sistemas de transporte. junto con los sectores de comunicaciones, para establecer una minería moderna y mejorar los servicios de educación y salud. Además de establecer la primera universidad importante del país, Choibalsan inició políticas para aumentar la tasa de alfabetización y desarrolló el sistema de escuelas primarias, intermedias y secundarias de 10 años. La victoria comunista de 1949 en China  y el ascenso al poder de Mao Zedong eliminó, al menos temporalmente, la amenaza en la frontera sur de Mongolia, lo que permitió que la RPM comenzara a reducir su ejército de 80.000 efectivos. Los gastos de defensa cayeron del 33% del presupuesto total en 1948 al 15% en 1952.

### Reconocimiento de Mongolia

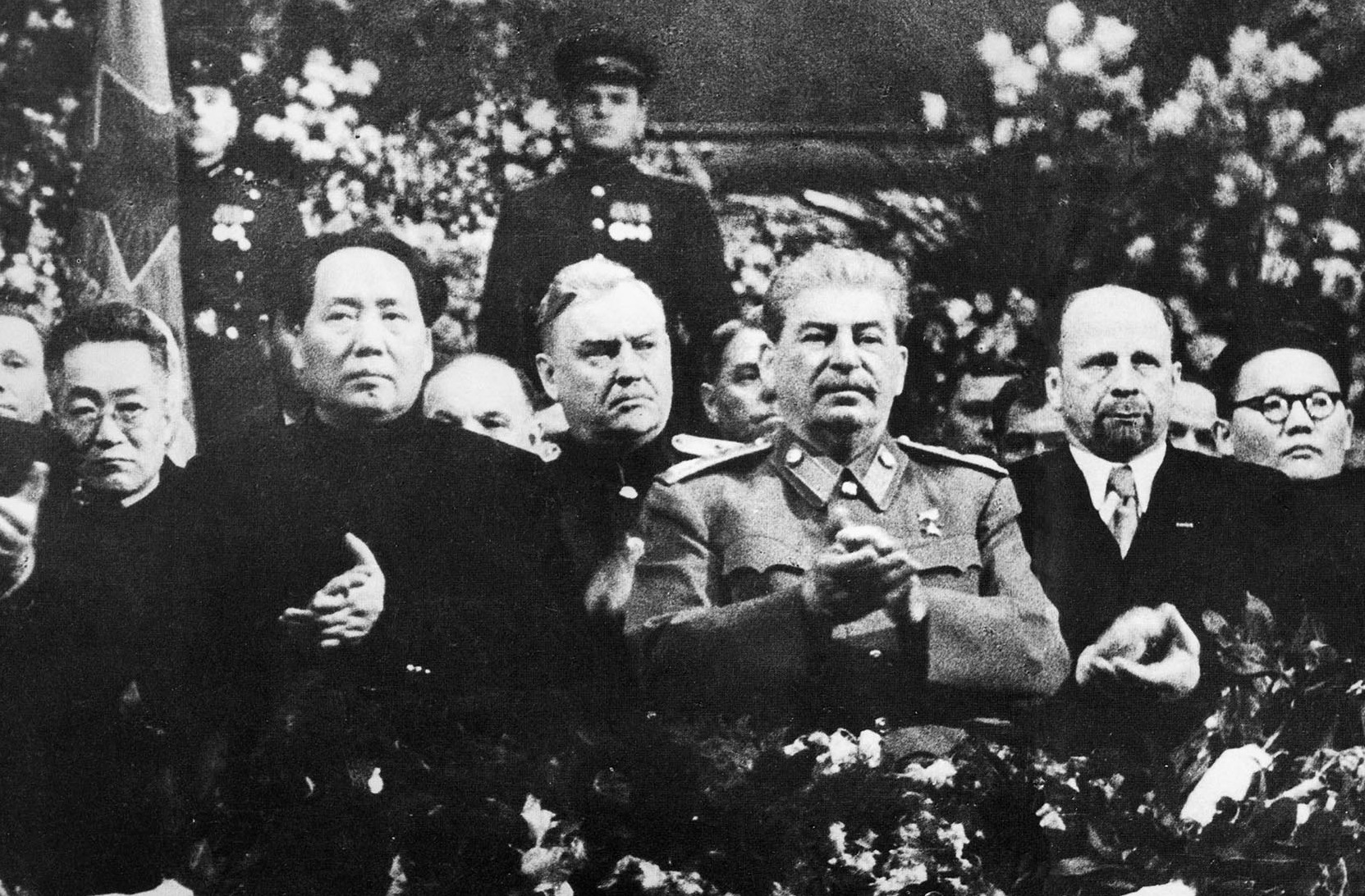
Choibalsan se negó a asistir a la celebración del 70 cumpleaños de Stalin en 1949 y envió a Tsedenbal (extremo derecho) en su lugar.

Aunque Choibalsan mantuvo una política de vínculos más fuertes con la Unión Soviética (en febrero de 1946 renovó el Protocolo de Tratado de Amistad y Asistencia Mutua de 1936 por otros diez años y concluyó el primer acuerdo bilateral de cooperación económica y cultural), sin embargo, entendió la importancia de consolidar la independencia de Mongolia a través del reconocimiento internacional. En 1948, la RPM estableció relaciones diplomáticas con Corea del Norte y luego con la República Popular China en 1949 (Mongolia fue el primer país en reconocer a la República Popular China). En 1950, los estados comunistas de Alemania Oriental, Hungría, Polonia y Checoslovaquia establecieron relaciones formales con la República Popular de Mongolia.

## Deterioro  con Stalin
A lo largo de los años que le quedaban de vida, Choibalsan siguió manteniendo la esperanza de una Mongolia unida, especialmente después de la victoria de los comunistas chinos en 1949. Cuando quedó claro que Stalin nunca apoyaría la unificación, se desilusionó cada vez más con su antiguo héroe. Las relaciones personales entre los dos líderes se deterioraron hasta el punto de que en 1949 Choibalsan se negó a asistir a la celebración del 70 cumpleaños de Stalin en Moscú y envió a Tsedenbal en su lugar.  Cuando en 1950 Tsedenbal y otros protegidos instaron a Choibalsan a que Mongolia siguiera el ejemplo de la República Popular de Tannu Tuva y pidieran a Moscú que se le permitiera unirse a la Unión Soviética, Choibalsan los reprendió severamente.

## Muerte

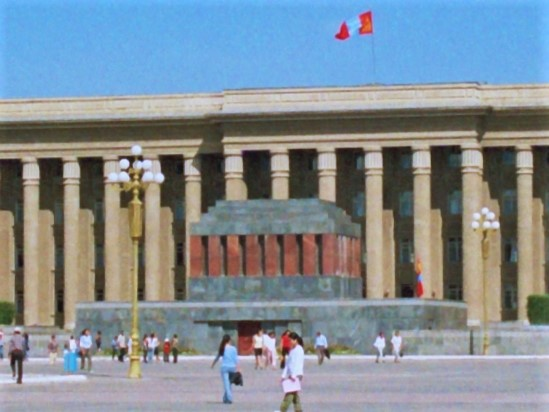
Choibalsan fue enterrado en el Mausoleo de Sükhbaatar desde 1954 hasta 2005

A finales de 1951, Choibalsan viajó a Moscú para recibir tratamiento por cáncer de riñón. Según algunas fuentes, esto se debió a la insistencia de los soviéticos debido a la falta de equipos en Mongolia para tratar la enfermedad. Fue llevado en tren al hospital durante una semana y murió allí el 26 de enero de 1952, poco después de su llegada. Debido a la pelea entre él y Stalin que precedió a su estancia en Moscú, a menudo se sospecha que Choibalsan fue asesinado por agentes del MGB.
El cuerpo de Choibalsan fue devuelto en un tren especial a Mongolia con todos los honores militares y se le dio un funeral de estado en la capital al que asistieron funcionarios mongoles y soviéticos por igual. Se declararon muchos días de luto en todo el país. Originalmente fue enterrado en el cementerio de Altan Ulgii en Ulaanbaatar. En julio de 1954, su cuerpo fue trasladado al recién construido Mausoleo de Sükhbaatar frente a la Casa de Gobierno en el lado norte de la Plaza Sükhbaatar. donde los dos yacen hasta después de la Revolución democrática de Mongolia.  El mausoleo fue derribado en 2005 y los cadáveres de ambos gobernantes fueron incinerados ritualmente bajo la supervisión del clero budista, y las cenizas se sepultaron nuevamente en el Cementerio de Altan Ulgii.

## Legado

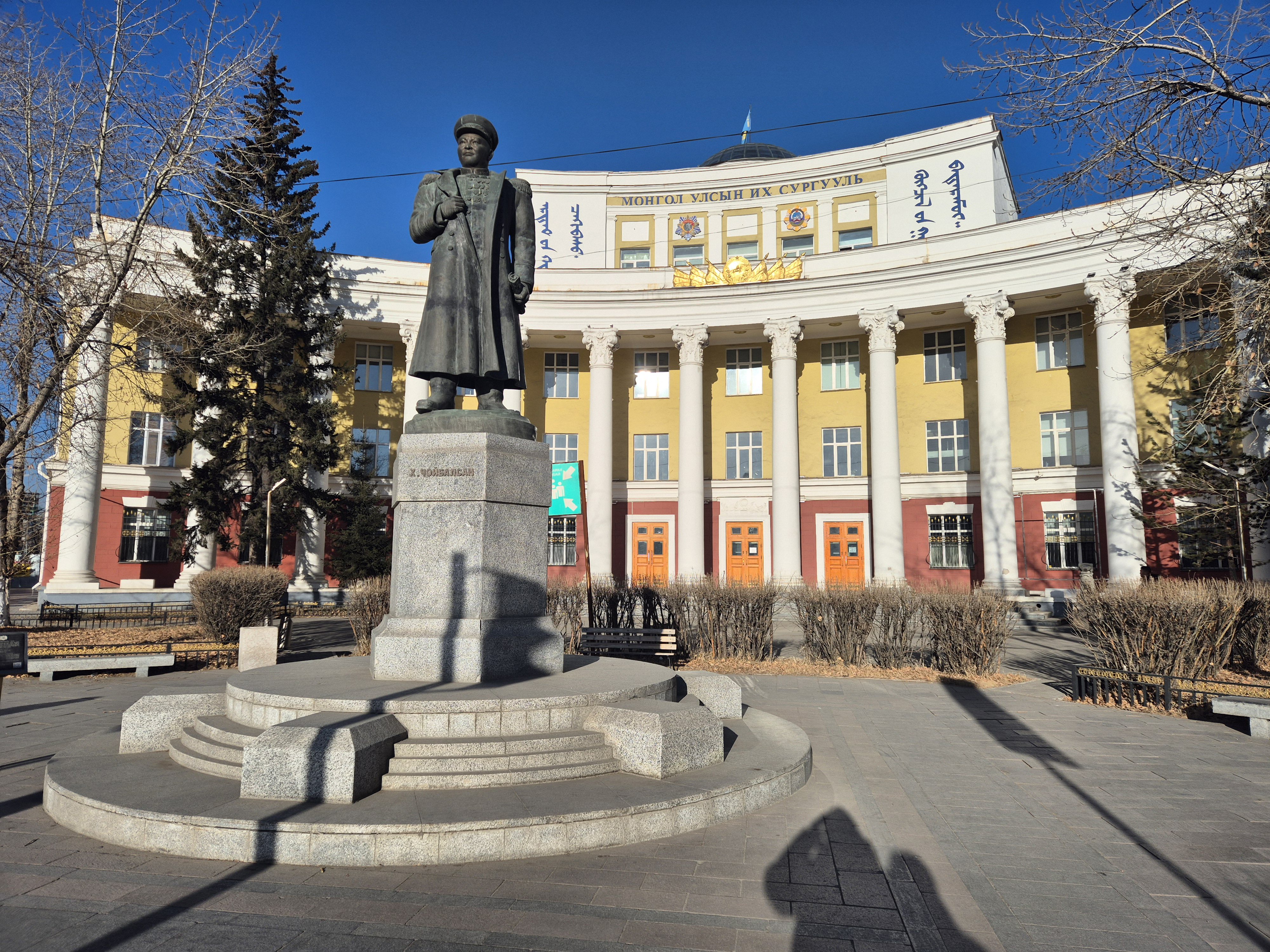
Estatua de Choilbalsan en la Universidad Nacional de Mongolia

La imagen de Choybalsan en la Mongolia moderna es aún mixta. Al momento de su muerte fue ampliamente homenajeado como héroe, patriota y en últimas mártir de la causa de la independencia mongola. Los restos de su fuerte culto a la personalidad, así como los exitosos esfuerzos de su sucesor, Yumjaagiyn Tsedenbal, por obstruir los esfuerzos de "desestalinización" que podrían haber arrojado luz sobre las acciones de Choybalsan durante las purgas, ayudaron a solidificar la imagen positiva que muchos mongoles tenían de su líder. Las críticas oficiales en contra de Choybalsan en 1956 y 1969, que le culpaban por "crueles violaciones a la ley revolucionaria que llevaron a la muerte de muchas personas," e incluso la decisión de 1962 del Comité Central del Partido del Pueblo de Mongolia, asociada con las políticas de antiestanilización de Khrushchev, de tomar "medidas decisivas para asegurar la completa eliminación de las nocivas consecuencias del culto a la personalidad de Choybalsan en todas las esferas de la vida," no lograron generar ningún discurso público serio al respecto.
Algunos académicos han sugerido que la inclinación de los mongoles por evitar culpar a Choybalsan por las purgas es de hecho un intento de auto-exonerarse por lo ocurrido. La rabia pública por la violencia de las purgas generalmente es dirigida a la Unión Soviética y el NKVD, en tanto que Choybalsan era visto de manera simpática como una marioneta con pocas opciones distintas a seguir las instrucciones de Moscú a riesgo de experimentar el mismo destino que sus predecesores Genden y Amar, quienes fueron depuestos y ejecutados por los soviéticos.
Con el final del gobierno socialista en 1990, sin embargo, una revaluación del gobierno de Choybalsan se ha llevado a cabo, y parece haber un intento entre algunos mongoles de aceptar y afrontar el pasado socialista del país en un contexto más general. Con todo, Choybalsan no es aún objeto de fuerte resentimiento en Mongolia. Ese sentimiento aún se guarda hacia la Unión Soviética. Por ejemplo, la estatua de Stalin fue removida de su lugar frente a la Biblioteca Nacional en 1990, poco después de la revolución democrática, en tanto que la estatua de Choybalsan aún se erige frente a la Universidad Nacional en Ulán Bator, una institución que él ayudó a fundar y que por un tiempo llevó su nombre. Más aún, la capital de la provincia de Dornod aún lleva su nombre.
En cuanto a su influencia, lo que es claro es que su postura agresivamente prorrusa y su papel activo en aumentar la dependencia económica, política y social de Mongolia en la Unión Soviética convirtieron al país en una dependencia soviética, lo que ha tenido un efecto perdurable en la identidad y desarrollo mongoles modernos. Su aniquilación del clero budista y sus numerosos monasterios también le arrebataron a Mongolia una rica herencia cultural.
En 2017, el Banco de Mongolia reveló una moneda con la estampa de Choybalsan.